# GO☆SKIP IT
『GO☆SKIP IT』（ゴー☆スキップ・イット）は、SHAKALABBITSのメジャー5枚目、通算8枚目のシングルで、TOSHIBA-EMIから2004年7月28日に発売。

## 解説
GO☆SKIP ITのマスタリングとMV撮影は、ロサンゼルスで行われている。
4曲すべて3rdアルバム『CRIMSON SQUARE』には収録されていない。

## 収録曲
1. GO
作詞：UKI / 作曲：MAH、TAKE-C
2. JELLY FISH
作詞：UKI / 作曲：UKI、MAH
3. IMPALA
作詞：UKI / 作曲：MAH
4. LOS DIOS
作詞：UKI / 作曲：UKI、MAH

## 収録アルバム
- MUSHROOMCAT RECORD (#1,2)

## ジャケット
初のメンバーの写るジャケットとなった。UKIはこのジャケットについて「記念撮影なのに、ちゃんとジャケットになっている。記念撮影に見えない」と語っている。